# Накло-над-Нотецён (гмина)
Накло-над-Нотецён (пол. Nakło nad Notecią) — гмина (волость) в Польше, входит как административная единица в Накловский повет, Куявско-Поморское воеводство. Население — 32 062 человека (на 2004 год).

## Сельские округа
1. Белявы
2. Хшонстово
3. Гожень
4. Гумновице
5. Карново
6. Карнувко
7. Малоцин
8. Михалин
9. Миниково
10. Ольшевка
11. Патерек
12. Полихно
13. Потулице
14. Розважин
15. Сухары
16. Слесин
17. Тшецевница
18. Вешки
19. Выстемп

## Соседние гмины
1. Гмина Бяле-Блота
2. Гмина Кцыня
3. Гмина Мроча
4. Гмина Садки
5. Гмина Сиценко
6. Гмина Шубин